# Canal de Bungo

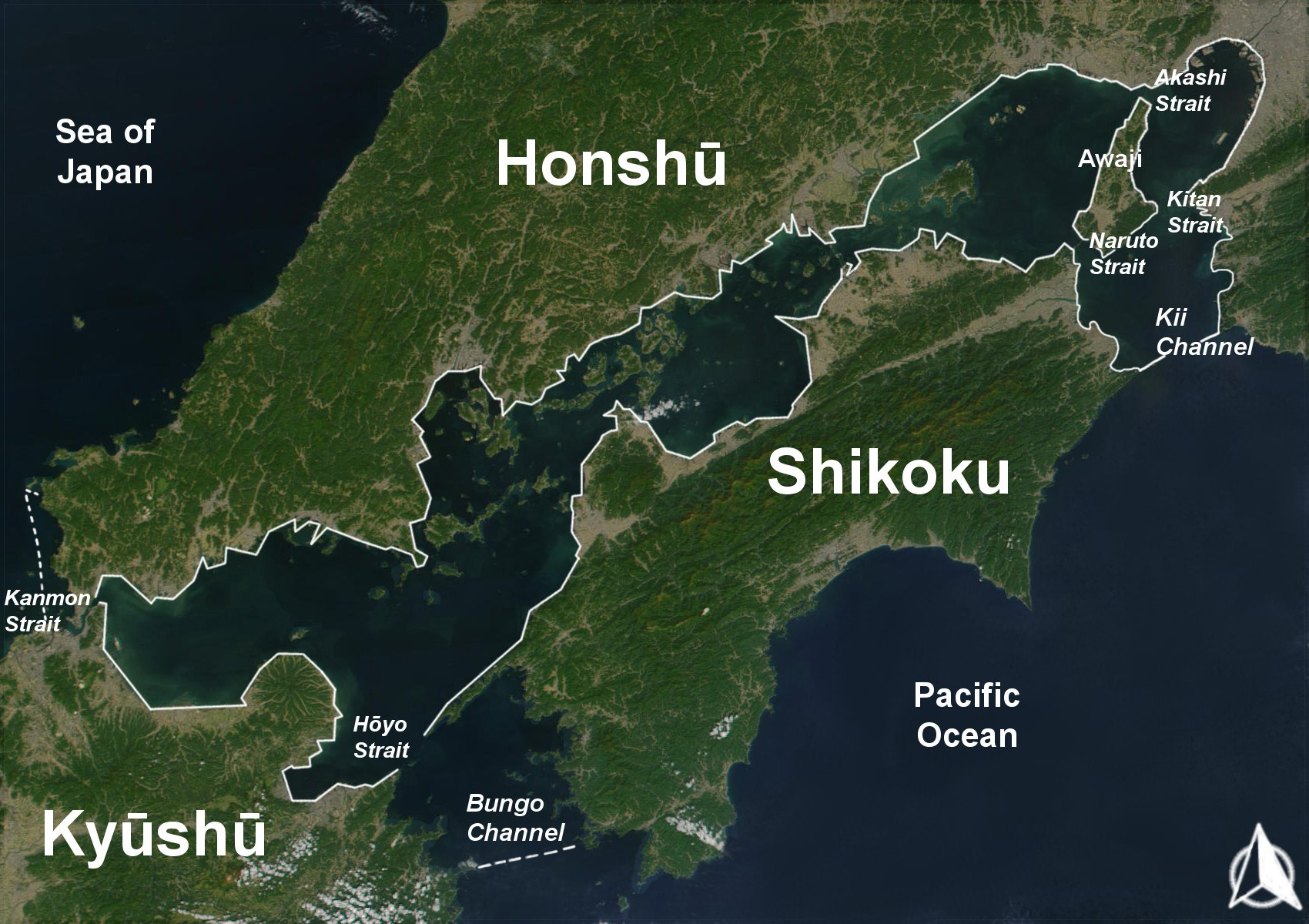
Mapa.

O Canal de Bungo (豊後水道, Bungo Suidō) ou Estreito de Bungo é nome de um estreito que separa as ilhas de Kyūshū e Shikoku, no Japão. Liga o Oceano Pacífico e o Mar Interior. A parte mais estreita do canal designa-se Estreito de Hoyo.
A parte oriental do Estreito de Bungo chama-se Mar de Uwa (宇和海, Uwa-kai).